# Rissebeek
De Rissebeek is een beek in westelijk Noord-Brabant.
De beek ligt tussen de Belgische grens en Roosendaal en bestaat achtereenvolgens uit de Zeepe, Bieskensloop en de Rissebeek. Op kaarten lijkt de Rissebeek vanuit België naar Roosendaal te stromen. Feitelijk loopt het water vanuit België via De Zeepe naar De Zoom. De Zoom voert dit water af in westelijke richting. Het water vanuit de oostelijke tak van De Zoom wordt afgevoerd via de Bieskensloop die overgaat in de Rissebeek. 
Deze beek loopt door het stedelijk gebied van Roosendaal en mondt uiteindelijk via de Nieuwe Rissebeek uit in de Engebeek, zelf weer een zijtak van de Watermolenbeek. De Rissebeek is aangewezen als ecologische verbindingszone. De beek stroomt grotendeels door een open agrarisch landschap en ligt daarin op veel plaatsen diep ingesneden.